# Paphiopedilum dianthum
Paphiopedilum dianthum är en orkidéart som beskrevs av Tang och Fa Tsuan Wang. Paphiopedilum dianthum ingår i släktet Paphiopedilum och familjen orkidéer. IUCN kategoriserar arten globalt som starkt hotad. Inga underarter finns listade i Catalogue of Life.

## Bildgalleri

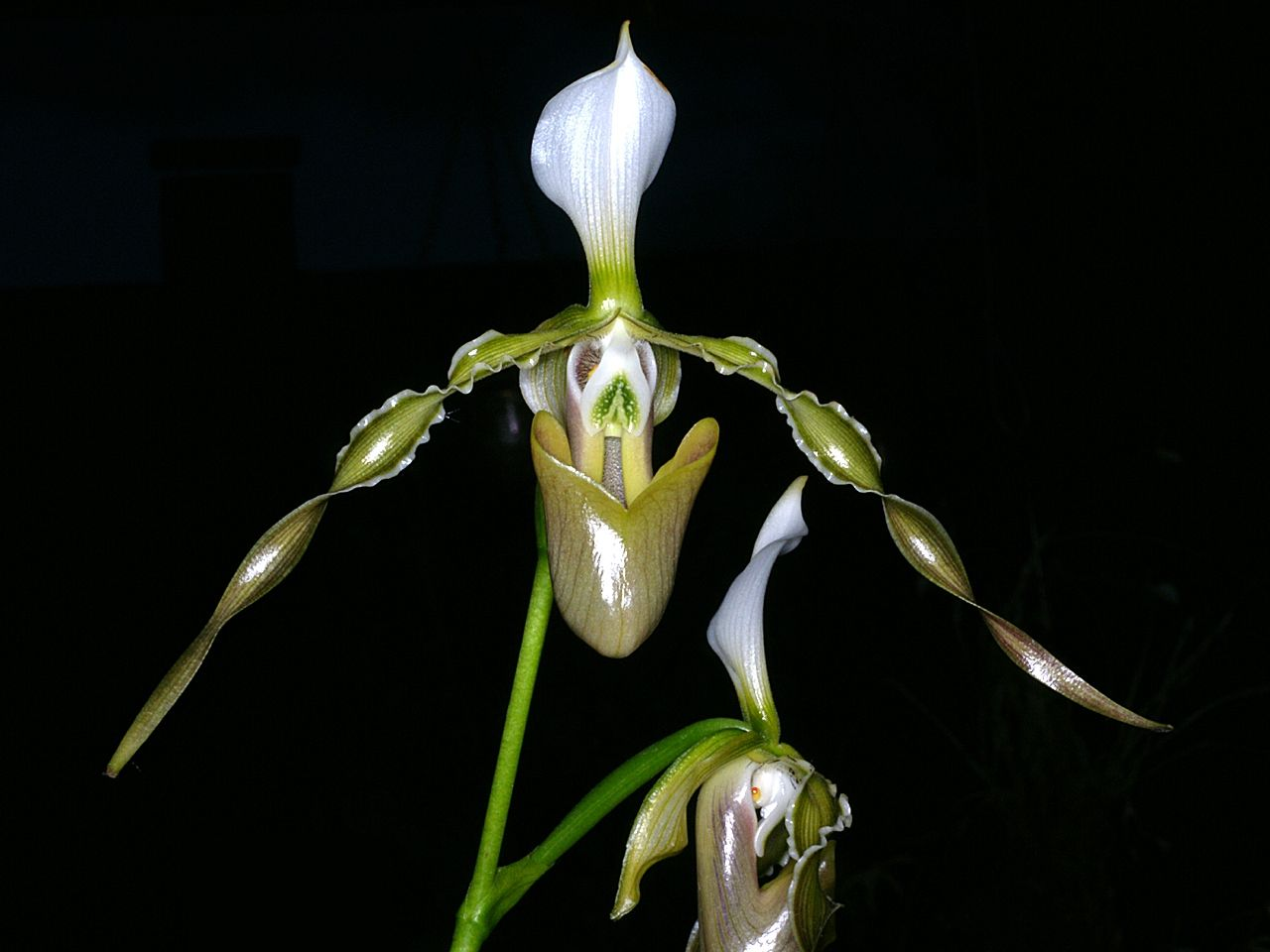
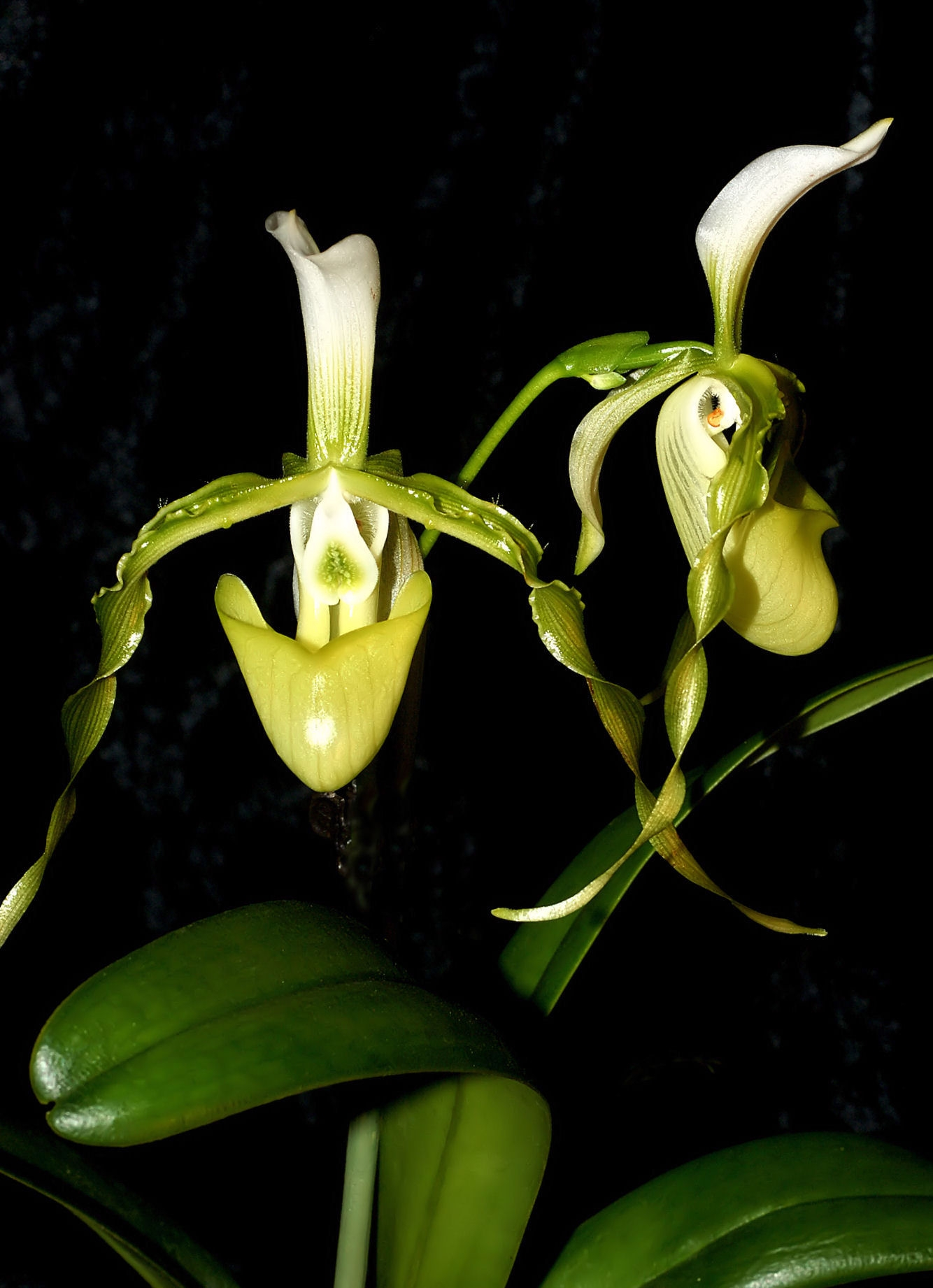
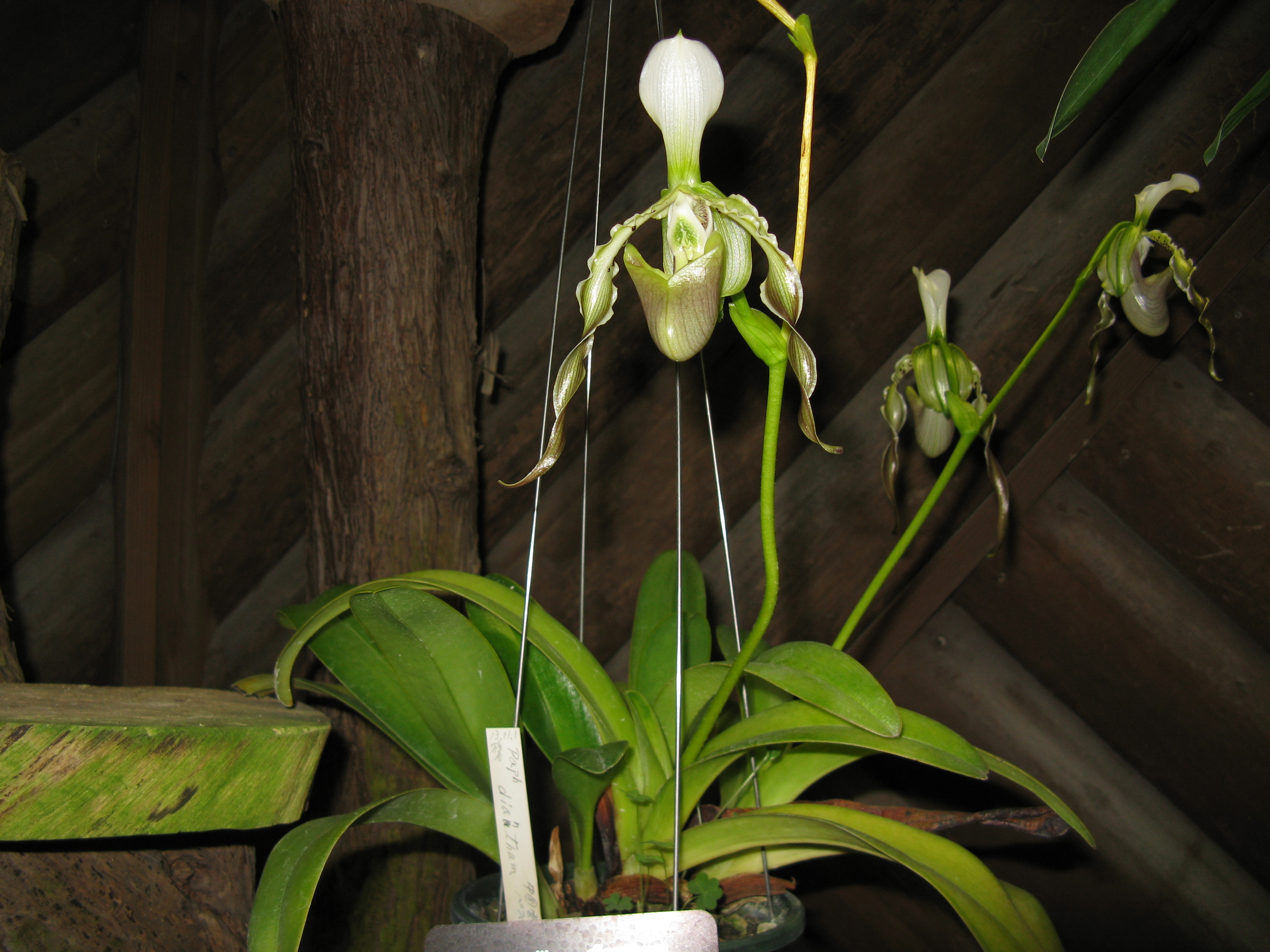